# Marie Armande de La Trémoille
Marie Armande de La Trémoille (1677 – 5. března 1717) byla francouzská šlechtična a sňatkem princezna z Turenne.

## Život
Marie Armande se narodila jako dcera Charlese Belgiqua Hollanda de La Trémoille a jeho manželky Madeleine de Créquy. Byla zasnoubená se svým vzdáleným bratrancem Emmanuelem Théodosem de La Tour d'Auvergne, synem a dědicem Godefroye Maurice de La Tour d'Auvergne, vévody z Bouillonu. Jeho matkou byla Marie Anna Mancini, neteř kardinála Mazarina.
Jako dědic vévodství Bouillon byl její manžel titulován jako princ de Turenne. Svatba se konala 1. února 1696 v kapli v Hôtel de Crequi v Paříži, městském domě jejího dědečka z matčiny strany.
Marie Armande zemřela 5. března 1717 v Hôtel de Chimay v Paříži. Její manžel se ještě třikrát oženil, v roce 1718 s Louisou Françoise Angélique Le Tellier, v roce 1720 s Annou Marií Christiane de Simiane a v roce 1725 s Louisou Henriettou Françoise de Lorraine.

## Potomci
1. Armande de La Tour d'Auvergne (28 August 1697 – 13 April 1717)
2. Marie Madeleine de La Tour d'Auvergne (22. října 1698 – 25. září 1699)
3. X de La Tour d'Auvergne (28. prosince 1699 – 30. prosince 1699)
4. Godefroy Maurice de La Tour d'Auvergne (4. května 1701 – 9. ledna 1705)
5. Frédéric Maurice Casimir de La Tour d'Auvergne (24. října 1702 – 1. října 1723)
6. Marie Hortense Victoire de La Tour d'Auvergne (27. ledna 1704 – 1741)
7. Charles Godefroy de La Tour d'Auvergne (16. července 1706 – 24. října 1771)

## Tituly a oslovení
- 1677 – 1. února 1696: Mademoiselle de Thouars
- 1. února 1696 – 5. března 1717: Madame la princesse de Turenne